# Vasco (motorfiets)
Vasco is een historisch merk van motorfietsen.
De bedrijfsnaam was: C.E. Taylor, Kingston upon Thames, later Southall Motors, York Works, Southall, Middlesex.
Dit was een Engels merk dat slechts twee typen motorfietsen leverde, waarin eerst een 261cc-Orbit-tweetaktmotor en later een 349cc-Broler-motor lag. De productie begon in 1921 en eindigde in 1923.